# Берегове (Новоукраїнський район)
Берегове́ (колишня назва — Розсохуватка) — село в Україні, у Новомиргородській міській громаді Новоукраїнського району Кіровоградської області. Населення відсутнє, зе́млі на місці колишньої забудови повністю розорані під сільськогосподарські посіви. Площа села — 17,86 га.

## Населення
Згідно з переписом УРСР 1989 року чисельність наявного населення села становила 11 осіб, з яких 5 чоловіків та 6 жінок.
За переписом населення України 2001 року в селі мешкало 7 осіб. 100 % населення вказало своєю рідною мовою українську мову.